# Messerschmitt Bf 161

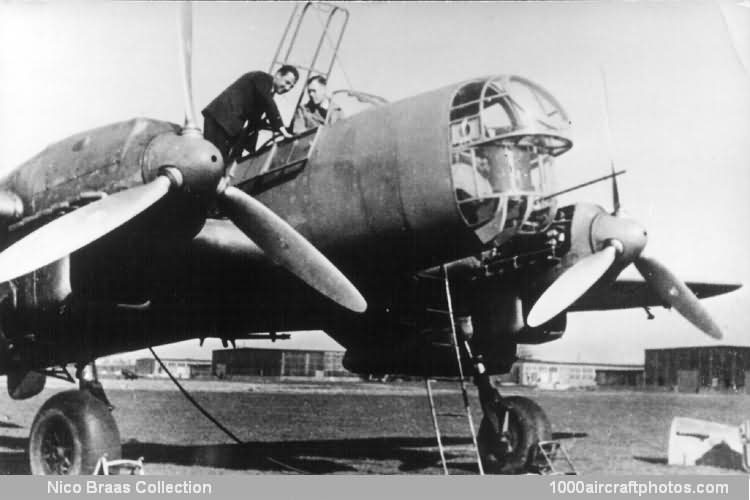
Messerschmitt BF 161

Messerschmitt Bf 161 vznikl z Messerschmitt Bf 110B jako výškový dálkový průzkumný letoun. Oproti Bf 110 disponoval o 1m prodlouženou přídí, která takto mohla pojmout fotografickou výbavu.
Byly postaveny pouze dva prototypy.Jako pohon sloužily dva motory, u prototypu V1 (výrobní číslo 811, civilní registrace D-AABA) se jednalo o dva Junkers Jumo 210, u druhého prototypu V2 (výrobní číslo 812, civilní registrace D-AOFI) o dva Daimler-Benz DB 600A o výkonu každého motoru 960 koňských sil (PS). K sériové výrobě nedošlo, jelikož se říšské ministerstvo Reichsluftfahrtministerium rozhodlo pro Dornier Do 17.
Druhý prototyp byl později využíván pro vlečení Me 163A.